# Pseudaphelia maginilutea
Pseudaphelia maginilutea är en fjärilsart som beskrevs av Eugène Louis Bouvier. Pseudaphelia maginilutea ingår i släktet Pseudaphelia och familjen påfågelsspinnare. Inga underarter finns listade i Catalogue of Life.